# Daisuke Yano
Daisuke Yano (矢野 大輔 Yano Daisuke?), född 26 oktober 1984 i Kumamoto prefektur, är en japansk fotbollsspelare.
Yano började sin karriär 2003 i Gamba Osaka. Efter Gamba Osaka spelade han för Sagan Tosu och Rosso Kumamoto (Roasso Kumamoto). Han avslutade karriären 2014.